# San Juan Yucuita
San Juan Yucuita là một đô thị thuộc bang Oaxaca, México. Năm 2005, dân số của đô thị này là 656 người.